# Jiří Reinberger
Jiří Reinberger (14. dubna 1914 Brno – 28. května 1977 Praha) byl český varhanní virtuos, varhanní a varhanářský expert, hudební pedagog a skladatel.

## Život
Studoval nejprve na brněnské konzervatoři (varhanní hru u E. Treglera absolvoval v roce 1932, kompozici u Viléma Petrželky v roce 1938), pak v mistrovské třídě Vítězslava Nováka v Praze, kterou absolvoval v roce 1940. Ve studiu dále pokračoval soukromě u Bedřicha Antonína Wiedermanna v Praze a u G. Ramina a K. Straubeho v Lipsku.
Od roku 1945 vyučoval varhanní hře na konzervatoři v Brně (jediný rok) a Praze (do roku 1951) a od roku 1946 na Hudební fakultě Akademie múzických umění v Praze. Zde byl v roce 1954 jmenován docentem a o deset let později profesorem. Jako pedagog vychoval desítky českých i zahraničních varhaníků (např. Václav Rabas, Giedrė Lukšaitė-Mrázková, Jan Hora, Jaroslava Potměšilová, Josef Rafaja). Stál též u vzniku Mezinárodních varhanních mistrovských kurzů Akademie múzických umění v Praze (1969), které stejně jako obdobné kurzy v Curychu vedl. Prosadil také zavedení mezinárodní varhanní soutěže festivalu Pražské jaro. Založil moderní českou interpretační školu, která klade důraz na věrnost notovému zápisu a stylovým požadavkům díla. V jeho revizi vyšla řada skladeb české varhanní literatury.
Koncertoval doma i v zahraničí, pravidelně téměř ve všech státech Evropy a tehdejším SSSR, dále v Kanadě a Japonsku. Premiéroval skladby soudobých českých autorů, uváděl však i díla starých českých mistrů a zejména hudbu Johanna Sebastiana Bacha. Získal si mezinárodní renomé jako interpret, pedagog i odborník na stavbu varhan. Jeho návrhy varhanních dispozic jsou reakcí na předchozí období romantické zvukovosti. Navrací se k baroknímu zvukovému ideálu, který rozšiřuje o požadavky soudobé varhanní tvorby. Působil jako odborný poradce při stavbě varhan firmy Rieger-Kloss v Krnově (Bukurešť, Káhira, Moskva, Leningrad, Tallinn, Toronto aj.), podle jeho návrhu byl postaven nový nástroj v pražském Rudolfinu.
Významně přispěl k prosazení varhan jako plnocenného koncertního nástroje v období, které varhanám coby liturgickému nástroji nepřálo. Podílel se na přípravě televizního seriálu Varhanní hudba sedmi staletí a filmu Československé varhany, vytvořil též textovou část obrazové publikace Varhany v Československu.

## Žáci Jiřího Reinbergera
- Josef Krušina – varhaník v kostele svatého Martina ve zdi
- Giedrė Lukšaitė-Mrázková

## Výběr z díla
- Symfonie g moll (1938)
- Symfonie č. 2 f moll (1958)
- Koncert pro violoncello a orchestr (1958)
- Koncert a moll pro varhany a orchestr (1940)
- Koncert č. 2 c moll pro varhany a orchestr (1955)
- Koncert č. 3 pro varhany a smyčcový orchestr (1960)

## Revize skladeb
- B. A. Wiedermann: Tři skladby, Praha 1951
- J. Reinberger (ed.): Čeští klasikové, Praha 1959 (=MAB 12)
- J. Reinberger (ed.): Česká varhanní tvorba, 3 svazky, Praha 1954
- F. X. Brixi: Concerto Fa maggiore per organo principale, Praha 1956 (=MAB 26)

## Diskografie
- České, moravské a slovenské varhany, 4 LP, Supraphon, Praha 1968
- České a moravské barokní varhany, 4 LP, Supraphon, Praha 1974
- Pražské varhany, 2 LP, Supraphon, Praha 1969
- Jan Hanuš: Koncertantní symfonie pro varhany, harfu, tympány a smyčce, CD, Supraphon, Praha 2002

nahrávky děl J. S. Bacha pro Supraphon mimo jiné i na Schnitgerovy varhany ve Zwolle (Nizozemsko)

## Expertní činnost
Jiří Reinberger jako expert působil při návrzích nových, jakož i rekonstrukcích historických varhan, mj.:
- navrhl disposici elektropneumatických varhan v kostele svatého Martina ve zdi – jednalo se jeden z prvních reformovaných nástrojů[2]
- vypracoval plán rekonstrukce varhany Korandova sboru Českobratrské církve evangelické v Plzni, jež proběhla v roce 1955